# Music for 18 Musicians
Music for 18 Musicians este o compoziție de minimalism muzical compusă de Steve Reich între anii 1974-1976. Premiera sa mondială a avut loc pe 24 aprilie 1976 la The Town Hall în New York City. Dupa aceasta, o înregistrare a acestei lucrări a fost lansată de ECM New Series. O înregistrare a părților  de deschidere pot fi găsite pe pagina oficială a lui Steve Reich Arhivat în 22 august 2009, la Wayback Machine.. Albumul intră în 2002  în topul Celor Mai Influente 25 Albume Ambient Ale Tuturor Timpurilor.

## Prezentare
În notele de întroducere pentru această lucrare, Reich menționează că deși lucrarea e intitulată Music for 18 Musicians, nu e recomandabil să fie interpretată cu doar atâțea muzicieni, datorită dublării extinse pe care o cere. Numai cu 18 muzicieni, partiturile sunt împărțite după cum urmează:
1. vioară
2. violoncel
3. voce feminină
4. voce feminină
5. voce feminină
6. pian
7. pian
8. pian și maracas
9. marimbă și maracas
10. marimbă și xilofon
11. marimbă și xilofon
12. marimbă și xilofon
13. metalofon și pian
14. pian și marimbă
15. marimbă, xilofon și pian
16. clarinet și clarinet bass
17. clarinet și clarinet bass
18. voce feminină și pian

Compoziția e bazată în jurul unei perioade de unsprezece acorduri. O mică bucată muzicală e bazată în jurul fiecărui acord, și compoziția se întoarce la ciclul original spre sfârșit. Secțiunile sunt corespunzător intitulate Puls, iar parțile I-IX. Aceasta a fost prima încercare a lui Reich în a compune pentru ansambluri mai mari, iar extinderea interpreților a rezultat într-o creștere de efecte psihpsihoacustice, ce l-a fascinat pe Reich, el notând că își dorește să “exploreze această idee și în continuare”. Un factor proeminent în această lucrare e creșterea armoniilor și melodiilor și felul în care ele dezvoltă această compoziție. Un alt factor important îl consti tuie utilizarea respirației umane, folosită în clarinete și voci, ce ajută la structurare și aduce un puls compoziției. Intepretul cântă nota pulsată cât de mult o poate ține, timp în care fiecare coardă e melodic reconstruită de ansamblu, împreună cu creșterea notelor ținute. Metalofonul (vibrafon neconectat), e folosit pentru a indica ansamblul schimbarea stilului sau secțiunilor.
Unele secțiuni ale compoziției au o structură ABCDCBA chiastică, iar Reich notează că această lucrare conține mai mișcări armonice în primele cinci minute decât orice altă lucrare scrisă de el anterior.

## Lista pieselor
1. "Pulse - Sections I - IV" – 26:55
2. "Sections V - X - Pulse" – 32:00

## Înregistrari
Compoziția a fost interpretată de nenumărate ori, fiind înregistrată în cinci ediții comerciale:
- Versiunea originală ECM interpretată de Steve Reich și Muzicienii
- Versiunea Ansamblului Modern
- Versiunea Nonesuch, interpretată de Reich și muzicienii, împreună cu noi muzicieni, o nouă înregistrare ce e inclusă pe albumul Steve Reich:Works 1965-1995
- Versiunea Grupului Amadinda Percussion, o înregistrare de concert live
- Versiunea Grand Valley State University New Music Ensemble
  - Ediția Innova din 2007, prima ediție înregistrată cu sunet surround, a primit laude critice naționale, inclusive de la Steve Reich, care a declarat, "Un CD strălucitor și extraordinar de precis a Muzicii pentru 18 Muzicieni, din inima pământului la inimă."[3]